# Pyropia fucicola
Espèce
Pyropia fucicola est une espèce d'algues rouges de la famille des Bangiaceae. 

## Synonyme
Le basionyme est : 
- Porphyra fucicola V. Krishnamurthy, 1972

### Sous le nomPyropia fucicola
- (en) AlgaeBase : espèce Pyropia fucicola (V.Krishnamurthy) S.C.Lindstrom in Sutherland et al. 2011 (consulté le 6 décembre 2012)
- (en) WoRMS : espèce Pyropia fucicola (V.Krishnamurthy) S.C.Lindstrom, 2011 (consulté le 6 décembre 2012)
- (en) NCBI : Pyropia fucicola (taxons inclus) (consulté le 6 décembre 2012)

### Sous le nomPorphyra fucicola
- (en) Catalogue of Life : Porphyra fucicola V. Krishnamurthy (consulté le 6 décembre 2012)
- (fr) SeaLifeBase : espèce Porphyra fucicola (+ noms communs) (consulté le 6 décembre 2012)
- (en) AlgaeBase : espèce Porphyra fucicola V.Krishnamurthy 1972 Non valide (consulté le 6 décembre 2012)
- (fr + en) ITIS : Porphyra fucicola (consulté le 6 décembre 2012)
- (en) WoRMS : espèce Porphyra fucicola V.Krishnamurthy, 1972 Non valide (consulté le 6 décembre 2012)